# Tchamahe
Tchamahe (ou Tchamae, Tchamaé) est une localité du Cameroun située dans le département du Mayo-Tsanaga et la Région de l'Extrême-Nord, dans les monts Mandara, à proximité de la frontière avec le Nigeria. Elle fait partie de la commune de Mogodé et du canton de Mogodé.

## Population
Lors du recensement de 2005, on y a dénombré 3 380 personnes.